# La Porte du diable
Pour la falaise, voir Porte du Diable (Crimée).
Pour plus de détails, voir Fiche technique et Distribution.
La Porte du diable (Devil's Doorway) est un western américain réalisé par Anthony Mann, sorti en 1950.

## Synopsis

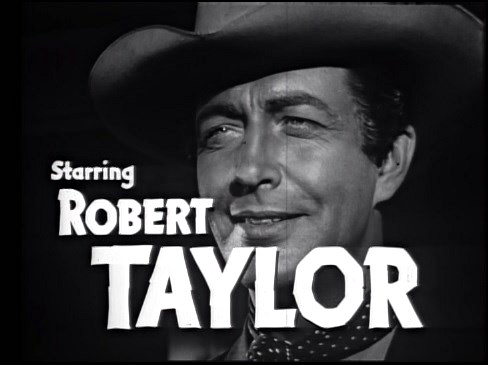

Au XIXe siècle, un sergent-major de l'armée nordiste, d'origine shoshone, est de retour dans son village natal à la fin de Guerre de Sécession, au cours de laquelle il a été décoré de la Médaille d'honneur. Il découvre que le sort de son peuple, qui vivait en paix avec les habitants du village voisin, s'est aggravé et que lui-même est un citoyen américain de seconde zone, dépourvu à cause de ses origines, de tout droit civique. Quand le Wyoming devient un territoire, les Indiens perdent leur droit à la propriété, tandis que de nouveaux colons blancs arrivent de l'Est. Attirés et excités par un avocat démagogue, ils décident d'occuper les terres des Indiens, qui sont contraints de se défendre par les armes. Une avocate, Orrie Masters, va le défendre.

## Fiche technique
- Titre original : Devil's Doorway
- Titre français : La Porte du diable
- Réalisation : Anthony Mann
- Scénario : Guy Trosper
- Direction artistique : Cedric Gibbons et Leonid Vasian
- Décors : Edwin B. Willis, assisté d'Alfred E Spencer
- Costumes : Walter Plunkett
- Photographie : John Alton
- Son : Douglas Shearer
- Montage : Conrad A. Nervig
- Musique : Daniele Amfitheatrof
- Production: Nicholas Nayfack (en)
- Société de production et de distribution : Metro-Goldwyn-Mayer
- Pays d'origine :  États-Unis
- Langue : anglais
- Genre : Western
- Format : Noir et blanc — 35 mm — 1,37:1 — Son : Mono (Western Electric Sound System)
- Durée : 84 minutes
- Dates de sortie : 
  - États-Unis : 15 septembre 1950
  - France : 23 mai 1952

## Distribution
- Robert Taylor  (V.F : Jacques Thebault) : Lance Poole
- Louis Calhern  (V.F : Louis Arbessier) : Verne Coolan
- Paula Raymond  (V.F : Martine Sarcey) : Orrie Masters
- Marshall Thompson : Rod MacDougall
- James Mitchell (V.F : Michel Roux) : Red Rock
- Edgar Buchanan  (V.F : Emile Duard) : Le shérif Zeke Carmody
- Rhys Williams : Scotty MacDougall
- Spring Byington (V.F : Helene Tossy) : Mme Masters
- James Millican : Ike Stapleton
- Bruce Cowling : Le lieutenant Grimes
- Fritz Leiber  (V.F : Abel Jacquin) : M. Poole
- Harry Antrim : Le Dr MacQuillan
- Chef John Big Tree : Thundercloud
- Henry Marco : Jimmy

Acteurs non crédités
- Tom Fadden : Bob Trammell
- Merrill McCormick : un fermier

## Autour du film
- La Porte du diable est l'un des premiers westerns, avec La Flèche brisée sorti la même année, prenant parti pour les Indiens.
- Le cinéaste Jacques Tourneur affirma [2] qu'il s'agissait de l'unique projet qu'il ait jamais refusé de réaliser de toute sa carrière, le jugeant trop mauvais. Il ajouta même (quelques mois avant de mourir) avoir repéré sa programmation à la télévision française et refusé de le voir.
- Contrairement à certaines sources évoquant un échec commercial[3], ce film remporta $2,096,000 au box office contre un budget de production s'élevant à $1,373,000.